# Георг I фон Путбус
Георг I фон Путбус (на немски: Georg I, Herr zu Putbus; Jürgen von Putbus; * 1519, Путбус, Рюген, Мекленбург-Предна Померания; † 29 април 1563) е благородник от стария славянски-рюгенски род Путбус, господар Путбус на остров Рюген, Мекленбург-Предна Померания.

## Живот
Той е син на Волдемар II фон Путбус (ок. 1465 – сл. 1521) и съпругата му Агата фон Еверщайн (ок. 1474 – сл. 1533), дъщеря на граф Лудвиг II фон Еверщайн († 1502) и графиня Валбурга фон Хонщайн-Фирраден (* ок. 1465), дъщеря на граф Йохан I фон Хонщайн († 1498) и Анна фон Анхалт-Цербст († 1492), дъщеря на княз Георг I фон Анхалт-Цербст († 1474). Внук е на Николаус II ван Подебуск от Дания († 1479) и Ютта Молке (* ок. 1435). Потомък е на Ратислаус фон Рюген (1105 – 1141).
Господарите фон Путбус се казват първо „Подебук“ в Дания и Швеция.
Георг I фон Путбус умира на 29 сприл 1563 г. и е погребан във Вилмитц (част от Путбус). Внукът му Фридрих Ердман фон Путбус (* 1576; † 22 октомври 1622) е издигнат на фрайхер.
През 1727 г. родът е издигнат на имперски граф, 1731 г. на шведски граф, 1807 г. на шведски князе и 1815 г. на пруски князе. През 1854 г. родът изчезва по мъжка линия със смъртта на княз Вилхелм Малте I.

## Фамилия
Георг I фон Путбус се жени ок. 1548 г. за Анна Катарина фон Хонщайн-Фирраден-Швет (* 1502, Фирраден; † 1567, Путбус), дъщеря на граф Волфганг фон Хонщайн-Фирраден († 1523/1535) и Катарина фон Хонщайн-Клетенберг (* ок. 1490), дъщеря на граф Ернст IV фон Хонщайн-Клетенберг (ок. 1440 – 1508) и първата му съпруга Маргарета фон Ройс-Гера († 1497). Те имат децата:
- Лудвиг I фон Путбус (* 1549, Путбус; † 10 август 1594, Вилденбрух), женен 1574 г. за Анна Мария фон Хоенщайн (* 1558; † 21 януари 1595), дъщеря на граф Ернст VI фон Хонщайн († 1562) и Катарина фон Шварцбург († 1568)
- Катарина Агата фон Путбус (* 1549; † 2 април/20 юли 1607), омъжена I. на 17 юли 1581 г. за Георг I фон Шьонбург-Глаухау (* 1529; † 13 септември 1585). II. на 5 октомври 1585 г. в Бланкенбург за Каспар Улрих XI фон Регенщайн-Бланкенбург (* 1532/1534; † 16 декември 1575)
- Енгела фон Путбус (* между 1549/1550; † 5 март 1598), омъжена на 3 март 1579 г. във Вилденбрух, Померания, за граф Йохан фон Щолберг (* 1 октомври 1549; † 30 юли 1612)